# 101 рік України

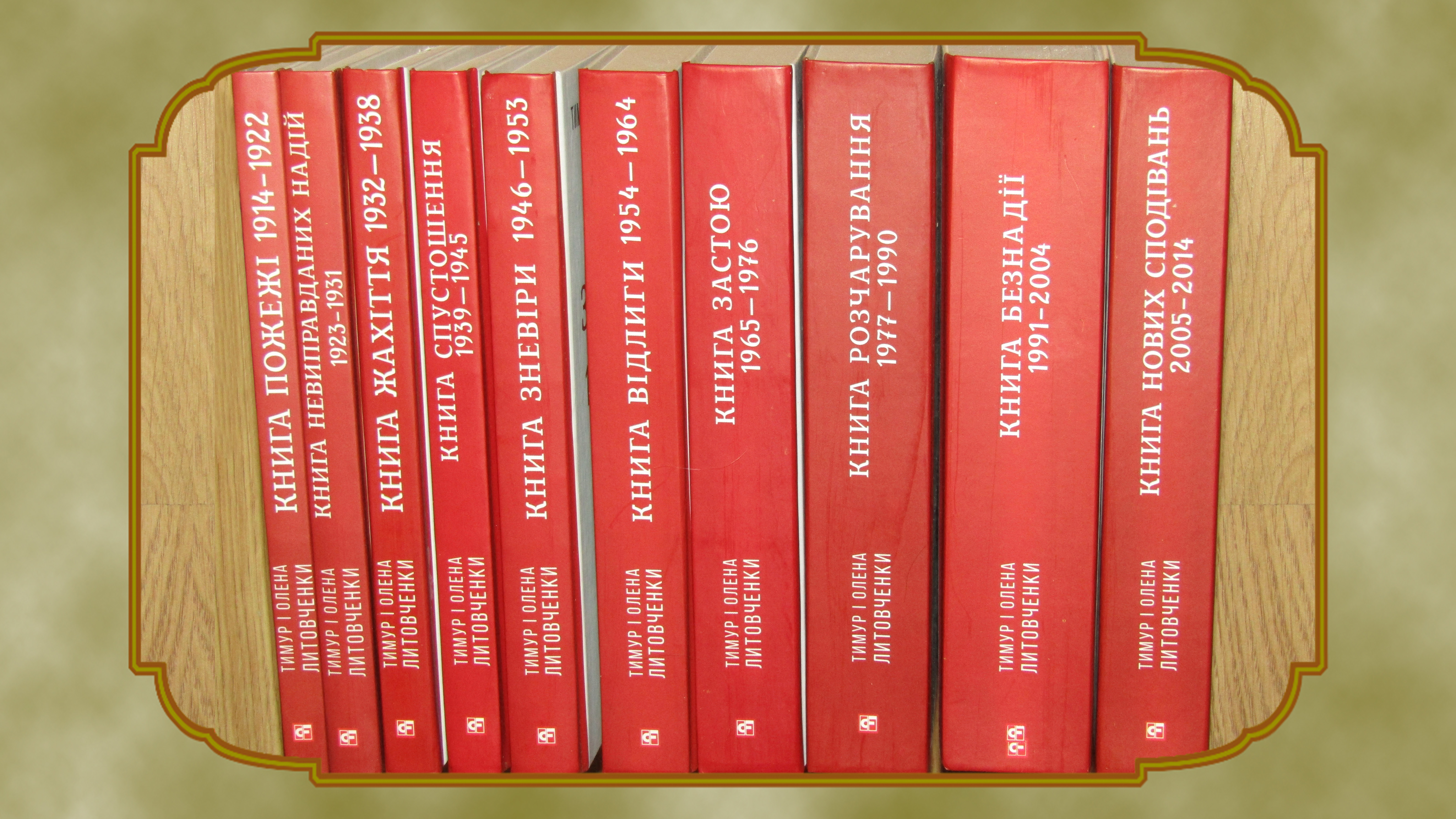
Книги 1-10 художньої історичної епопеї Тимура і Олени Литовченків «101 рік України» (Харків, «Фоліо», 2018—2021 роки

«101 рік України» — авторська книжкова міні-серія харківського видавництва «Фоліо» в жанрі сучасної прози. В серію входять твори подружжя письменників Тимура та Олени Литовченків. Серія нараховує 10 книжок в формі епопеї (історичного роману) про історію України в період з 1914 до 2014 року. Станом на 2021 рік вийшла остання, десята, книжка серії.
Загальний обсяг літературного твору складає 130 авторських аркушів, або 3 тисячі 462 сторінки друкованого тексту. В епопеї задіяні 642 персонажі.

## Список книжок
| № п/п | Автори                    | Назва                                | Рік  | ISBN              |
| ----- | ------------------------- | ------------------------------------ | ---- | ----------------- |
| 1     | Тимур та Олена Литовченки | Книга Пожежі. 1914—1922              | 2018 | 978-966-03-8183-4 |
| 2     | Тимур та Олена Литовченки | Книга Невиправданих Надій. 1923—1931 | 2018 | 978-966-03-8189-6 |
| 3     | Тимур та Олена Литовченки | Книга Жахіття. 1932—1938             | 2018 | 978-966-03-8188-9 |
| 4     | Тимур та Олена Литовченки | Книга Спустошення. 1939—1945         | 2018 | 978-966-03-8190-2 |
| 5     | Тимур та Олена Литовченки | Книга Зневіри. 1946—1953             | 2019 | 978-966-03-8511-5 |
| 6     | Тимур та Олена Литовченки | Книга Відлиги. 1954—1964             | 2019 | 978-966-03-8512-2 |
| 7     | Тимур та Олена Литовченки | Книга Застою. 1965—1976              | 2019 | 978-966-03-8659-4 |
| 8     | Тимур та Олена Литовченки | Книга Розчарування. 1977—1990        | 2020 | 978-966-03-9233-5 |
| 9     | Тимур та Олена Литовченки | Книга Безнадії. 1991—2004            | 2021 | 978-966-03-9535-0 |
| 10    | Тимур та Олена Литовченки | Книга Нових Сподівань. 2005—2014     | 2020 | 978-966-03-9468-1 |

### Книга Пожежі. 1914—1922
«Історію України неможливо читати без брому», — стверджував відомий український політик, державний діяч і літератор першої половини ХХ століття Володимир Винниченко. Сказане (а також зроблене, зокрема, самим автором цих слів) повною мірою можна застосувати до періоду Першої Української Республіки. Життя окремих людей — всього лише маленькі епізоди у глобальній історії, і в людських долях залишає незгладимий слід і Перша світова війна, і наступні революції…
Потужним набатним «дзвоном» майбутніх катаклізмів на теренах Російської імперії стало святкування 100-ї річниці з дня народження Тараса Шевченка наприкінці лютого (за старим стилем) 1914 року. Далі вибухнула Світова війна, в якій Російська імперія воювала «поперек» власних інтересів. Менш ніж за три роки загальне розчарування у війні зросло настільки, що це вилилося в російську Лютневу революцію. У Києві до влади прийшла Українська Центральна Рада. Здавалося б, це прямий шлях до набуття самостійності України… Однак біда в тому, що УЦР діяла аж надто нерішучо, кидаючись з одних крайнощів до інших. А все тому, що українські соціалісти не вбачали ворогів у російських соціалістах.
А далі суперечливі тенденції поховали Першу Українську Республіку. Патріотично налаштовані, проте різновекторні проукраїнські сили продемонстрували «чудове» вміння воювати одна проти іншої. Для початку Центральну Раду змінила Українська Держава — гетьманат Скоропадського. По завершенні Світової війни гетьманат був так само змінений Директорією. Коли ж і вона зазнала краху — з більшовицькими загарбниками намагалися воювати окремі отамани. Свою роль зіграли й невиправдані очікування від революції селян, і вмілі дії чекістських агентів тощо.
Фінал цього періоду історії був закономірним: українські патріоти або полягли в боях за рідну землю (причому не завжди від рук загарбників), або втекли за кордон, або були змушені «перефарбуватися» і пристосуватися до більшовицької влади.

### Книга Невиправданих Надій. 1923—1931
Спокійного забезпеченого життя хочеться всім і завжди — особливо після масштабних катастрофічних потрясінь. Але за будь-яких умов людина має залишатися людиною… Чи так це насправді? Виявляється, разом з поліпшенням економічної ситуації починається криза влади у середовищі політичного керівництва компартії і крах надій з-поміж інтелігенції. А потім посилюється тиск силових структур на інакомислячих, що веде до дедалі більш стрімкого падіння духовного рівня нації…
Перше неповне десятиліття, що настало після Великої війни (яку з часом назвуть І Світовою), революцій та наступних «масових кровопускань», починалося нібито непогано. Більшовицька влада була вимушена оголосити перехід до «нової економічної політики». По суті ж НЕП був нічим іншим, як частковим поверненням до старих — ринково-капіталістичних методів господарювання. Могла скластися ілюзія, що рано чи пізно все повернеться «на круги своя»…
Жила подібними мріями й радянська Україна, стараннями більшовиків переформатована на УСРР з новою столицею у Харкові. Завдяки хазяйновитості й заповзятливості населення, люди і самі себе годували, і на продаж усе необхідне виробляли. Буйно розквітла українізація, молода парость української інтелігенції творила нову культуру, по-справжньому революційну для свого часу. Загальну картину псували лише «окремі прояви» негативу: стрімке вивищення новітньої радянської бюрократії з її вельми специфічними запитами й замашками, хоча особливо огидні й розгнуздані діяння вчорашніх героїв Революції та Громадянської війни час від часу показово присікалися працівниками ОГПУ… А от хто міг би присікти свавілля самих чекістів?..
Однак з часом з'ясувалося, що загальна картина непманського «благоденства» була оманливою. По мірі того, як у внутрішньопартійному житті гору брала «лінія Сталіна», змінювалося життя як в усьому СРСР, так і в УСРР зокрема. Згорталася «нова економічна політика». Селян намагалися загнати в товариства спільної обробки землі — прообрази майбутніх колгоспів. Провідні митці майже фізично відчували, що атмосфера, в якій доводилося працювати, стає дедалі нестерпнішою…
Все змінилося остаточно, коли СРСР був оголошений «фортецею у ворожому оточенні». Подальше «закручування гайок» спровокувало в УСРР хвилю масових повстань під дещо наївними гаслами відновлення «ленінської справедливості», на придушення яких довелося навіть кидати армію.

### Книга Жахіття. 1932—1938
Люди обурювалися у глибині душі, але відкрито противитися чинній владі й чекістському свавіллю вже не наважувалися. Це підштовхнуло радянське керівництво до рішення пройтися по українських землях котком Голодомору 1932—1933 років. А також Кривавим терором 1937—1938 років, який знищував усіх без розбору — і своїх, і чужих… Однак лідерам Країни Рад цього було замало, й вони взялися розпалювати пожежу Світової революції також і в інших країнах. Розпочали з Іспанії…
При написанні цієї книги автори епопеї намагалися сказати своє слово про Великий Голодомор 1932—1933 років та про кривавий Терор 1937—1938 років так, як це зробили б письменники нинішньої літературної генерації. Щоб створена книга гідно виглядала на тлі творчості визнаних класиків української літератури… Для цього були використані особисті історії, почуті авторами від людей старшого покоління.
А ще між Великим Голодомором і великим кривавим Терором втиснуті кілька важливих тем: Велика індустріалізація, здійснювана завдяки провідним західним спеціалістам, початок спорудження Дніпровського гідрокаскаду (в частині ДніпроГЕС), примирення українців, що лише «дві книги тому» належали до ворогуючих таборів, перенесення столиці УСРР з Харкова до Києва, участь радянських «іхтамнєтів» у громадянській війні в Іспанії, протистояння там же радянських військових «вчителів» та їхніх німецьких «вихованців»…

### Книга Спустошення. 1939—1945
За два десятиліття радянської влади виросло нове покоління, виховане тотальною пропагандою, яке марило військовими подвигами «в ім'я світлого майбутнього». Мільйони українців пішли в засвіти у жахливих муках, втілюючи цю ідею в життя. Спочатку сталося військове зіткнення з Японією, потім із Польщею, затим з Фінляндією. А от початковий етап війни з Третім Райхом склався аж ніяк не на користь СРСР. У цей же період міцнішає національна свідомість патріотів України…
Ця книга завершує віртуальний перший том епопеї під назвою «Від війни до війни». Саме на сторінках цієї книги в самостійне доросле життя вступило покоління однолітків Революції, «громадянської війни» та радянської влади. Усе покоління тогочасної радянської молоді готували «на забій». Усіх до нестями накачували героїчною пропагандою, на кшталт кінофільмів «Щорс», «Трактористи» та ін. Результат не забарився: молоді люди мріяли про те, щоб бути достойними, не осоромитися тощо.
І вони були «достойними» — героїчно несли комуністичні ідеали сусіднім народам. Як зовсім нещодавно в Іспанії — так само тепер на Халхин-Голі, в Польщі, в Фінляндії та інших місцях.
Але в далеко не прекрасний день 22 червня 1941 року сталося непередбачуване: війна з чужих територій раптом перекинулася на свої, де розгорілася не на жарт. Визволяти ж рідну домівку… а потім і народи Європи від «коричневої чуми» довелося довгих чотири роки. В реальності війна виявилася не красивою «кінокартинкою», а жорстокою кривавою «м'ясорубкою», вискочити з якої живим і неушкодженим не вдавалося майже нікому. До того ж, розібратися, хто кому друг чи ворог, виявилося значно складніше, ніж здавалося колись.
З іншого боку, почали піднімати голову патріоти, які прагнули воювати не за комуністичні ідеали, а за Україну вільну й самостійну. Хоча і в їхніх лавах єдності не було… В будь-якому разі, навесні 1945 року для тих, хто мріяв про незалежну Українську державу, війна не скінчилася.

### Книга Зневіри. 1946—1953
По завершенні війни з фашистською Німеччиною люди почали відновлювати розорену країну й облаштовувати мирне життя, мріяти про щасливе майбутнє і створювати нові сім'ї. Вони навіть уявити не могли, що мета найвищого партійного керівництва зовсім інша — перемога комунізму в світовому масштабі! Для цього, як і для зміцнення комуністичних режимів у країнах новоявленого «соцтабору», потрібні неабиякі кошти. Це обернулося новим — післявоєнним — голодомором на селі, новою хвилею репресій, яка дала приплив свіжої робочої сили в ГУЛАГ, новим «рихтуванням» історії та людських доль. Протистояти «совіцькій окупації» намагаються підпільники УПА, на яких нещадно полюють працівники держбезпеки.
Коли завершилася війна з нацистською Німеччиною, люди почали поступово повертатися до мирного існування й відновлювати розорену, переорану снарядами і бомбами країну. Звісно, вони сподівалися на краще майбутнє і поступово прибираючи уламки старого життя, мріяли про щастя, створювали нові сім'ї, народжували дітей… Людям здавалося, що перемога, оплачена десятками мільйонів життів і незліченною кількістю понівечених доль, дає їм право на маленьке щастя.
При цьому прості громадяни навіть уявити не могли, що мета найвищого партійного керівництва зовсім інша — торжество комунізму в світовому масштабі! У повоєнний час в переважній більшості країн Європи, звільнених від нацистської окупації радянською армією, або в країнах-сателітах вщент розгромленої Німеччини, не без допомоги «старшого брата» були встановлені комуністичні режими. Всі вони утворили згодом так званий «соціалістичний табір». Однак для його зміцнення були потрібні неабиякі кошти! А ще доводилося пильнувати, чи не готуються де антирадянські виступи на кшталт «фашистського заколоту» 1953 року в Німецькій Демократичній Республіці… Окрім того, після розгрому спільного ворога СРСР доволі швидко перейшов до протистояння із вчорашніми союзниками по антигітлерівській коаліції.
З іншого боку, поступово почала нарощуватися чергова хвиля репресій, яка дала приплив свіжої робочої (точніше — дармової рабської) сили в сталінський ГУЛАГ. Тепер «на зону» їхали не тільки військовополонені, але й «вороги народу», які воювали «не на тому боці». Або вчорашні остарбайтери, повернуті з територій розгромленого ІІІ Райху. А ще за колючий дріт могли відправити тих, хто «не досидів» довоєнний строк…
Водночас, навіть найвідданіші радянські патріоти потроху починали замислюватися, а чи настільки вже правильними є порядки, встановлені в їхній країні?.. Подібні умонастрої також відстежувалися працівниками НКВС. Насамкінець, «совіцькій окупації» дієво опиралися підпільники УПА, проти яких чекісти розгорнули справжню, хоча й не оголошену війну.

### Книга Відлиги. 1954—1964
Смерть товариша Сталіна обернулася потеплінням суспільного клімату в усьому СРСР загалом та в Українській РСР зокрема: змінилися методи роботи каральних органів, на всіх рівнях влади з'явилися нові — принаймні ззовні більш привабливі обличчя, була реформована, а згодом і трансформована система ГУЛАГу, із таборів та заслань почали повертатися люди. У повітрі ширяв дух призабутого вільнодумства… Водночас вкрай загострилося протистояння з капіталістичними країнами, а Угорська революція 1956 року продемонструвала небезпечні суперечки в «соцтаборі». Не дивно, що на небачений приплив ентузіазму від початку Космічної ери наклалося жахіття техногенної катастрофи в столиці УРСР — Києві… Насамкінець, налякане невизначеністю наслідків «відлиги», радянське керівництво згорнуло її.
Часовий проміжок між 1914 роком (початком першої книги — «Книги Пожежі. 1914—1922») і 1964 роком (на якому завершується «Книга Відлиги. 1954—1964») складає 51 рік. Таким чином, дана книга точно завершує першу половину епопеї.
Відлига настала, коли на неї вже ніхто особливо не розраховував. Кінець сталінської диктатури обернувся потеплінням суспільного клімату в усьому Радянському Союзі загалом та в Українській РСР зокрема. Методи роботи каральних органів змінилися у бік формального пом'якшення, була реформована, а згодом і трансформована система ГУЛАГу, із таборів та заслань почали потроху повертатися безневинно засуджені люди — звісно, ті, кому пощастило дожити до цього часу… На всіх рівнях влади з'явилися нові — принаймні ззовні більш привабливі обличчя. У повітрі ширяв дух призабутого вільнодумства.
Все це давало людям слабку надію на те, що відтепер життя тільки покращуватиметься. Квінтесенцією змін став знаковий XX з'їзд КПРС, на якому відбулося розвінчання культу особи Йосипа Сталіна. Здавалося, ця «мотузочка» тепер почне розмотуватися все далі згори донизу, розкриваючи правду про «окремі помилки і прорахунки», які насправді були системними вадами радянської влади…
Проте одночасно з описаними процесами, почалося поступове загострення відносин з капіталістичними країнами. До того ж, Угорська революція 1956 року продемонструвала небезпечні суперечності в «соцтаборі». Тоді найвище радянське керівництво швидко збагнуло, що привселюдне розкриття всієї правди про глибину і масштаби репресій сталінських часів може спровокувати демонтаж усієї радянської системи. Тому керівництво країни взялося швидко згортати свої ж починання. У підсумку, хрущовська «відлига» так і залишилась епохою нереалізованих прагнень, низкою гідних задумів, так і не доведених до логічного завершення, а ще — позначилася вкрай суперечливими досягненнями. Зрештою генсек Микита Хрущов був відсторонений від влади.

### Книга Застою. 1965—1976
«Застій» одні згадують як період спокою, «золоту» добу розвиненого соціалізму, інші — як лихоліття, яке «глушили оковитою». У цей період масово пішло з життя покоління, яке на власному досвіді пам'ятало революційні події 1917 року, трансформацію Російської імперії в СРСР і катастрофу Першої Української Республіки. Відповідно, героїку Революції змінив всеохопний культ Перемоги у Великій Вітчизняній війні. Разом з тим представники молодого радянського покоління з різних причин і кожен по-своєму відчували: далеко не все гаразд зі звичною всім дійсністю! Але розбиратися з негараздами потрібно вкрай обережно, щоб не наразитися на всесильний КДБ… Щоб не розділити сумну долю «шістдесятників», яких «виправляли» вже не тільки в таборах, але і в психіатричних лікарнях. Щоб не бути розтоптаним, як паростки «Празької весни». Хто міг — той намагався втекти за кордон. Решта ж призвичаювалася до нових умов…
«Книга Застою. 1965—1976» завершує другий віртуальний том епопеї під назвою «Миру — мир». Починаючи саме з цієї книги, сам характер художньої історичної епопеї «101 рік України» змінився невловимо, однак дуже суттєво. Обидва автора твору народилися в 1963 році, отож вони вже були якщо і не дієвими учасниками, то принаймні прямими свідками подій, описаних надалі.
Багатьом цей час здавався мало не ідеальним! На території СРСР (зокрема й на українських теренах) війни не було вже понад два десятиліття — отже, у т. зв. «дітей війни» народилися власні діти, які не знали жахів, пережитих їхніми батьками на власній шкурі. Завдяки повоєнній програмі спорудження масового дешевого житла (т. зв. «хрущовок»), велика кількість радянських сімей дістала можливість виїхати з комуналок і перебратися в окремі помешкання. А на підході були вже квартири-«брежнєвки», планування яких зазнало вже подальших удосконалень… А чого вартувала паспортизація сільського населення: це ж було справжнє «звільнення з кріпацтва»!..
З іншого боку, від «вільнодумства» (звісно, за радянськими мірками), характерного для хрущовської «відлиги», лишалося дедалі менше — аж поки воно не розвіялося зовсім. Шістдесятників (покоління радянської та української національної інтелігенції, що увійшло в радянську, зокрема і в українську культуру у період десталінізації і тимчасової хрущовської лібералізації суспільного життя) нещадно утискали засобами менш звірячими, переважно безкровними — але від того не менш жахливими та підлими. Сама лише каральна радянська психіатрія чого була варта… Отож саме безпросвітна сірість буття, що йшла на заміну «відлизі», й пригнічувала!
Разом з тим, навіть у застійні роки не припинялася боротьба радянських дисидентів за права людей. А такі угрупування, як СУМГ («Спілка української молоді Галичини»), Росохацька група і т.ін. вели діяльність, що мала яскраво виражене українське забарвлення…

### Книга Розчарування. 1977—1990
Імперія під назвою Радянський Союз тріщить по швах. Пристаркувате керівництво величезної країни не в змозі виробити нову ідеологію державного управління, а кожна з республік не хоче жити по-старому. Отож задля відвернення уваги людей від внутрішніх проблем проводиться політика агресивних нападок на країни з іншим світоглядом, так звана «інтернаціональна допомога». Наприклад — «братньому афганському народові»…
Але це не рятує, все одно потрібно щось міняти! Тому керівництво КПРС висунуло зі своїх лав наймолодшого, але при цьому найбездарнішого керманича, який не в змозі був управляти навіть колгоспом. У підсумку під його керівництвом процес руйнації СРСР значно прискорився. Країну розривало від аварій, конфліктів і катастроф… Усе це маскувалося красивими словами «Перебудова», «Гласність» і «Нове мислення». В Україні ж відбулася студентська Революція на граніті 1990 року як генеральна репетиція майбутніх Майданів…
Три останні книги автори розпланували таким чином, щоб завершити їх трьома Майданами — масштабними соціальними явищами протестного характеру, наділеними низкою рис настільки специфічних, що саме слово «Майдан» перетворилося на мем з низкою похідних.
XXV з'їзд КПРС в 1976 році констатував цілу низку позитивних змін в житті радянських людей, які й були закріплені «брежнєвською» Конституцією 1977 року. Хоча насправді, за великим рахунком, зміни були тимчасовими й поверхневими, а не глибинними. Але потрапивши у високі м'які крісла, радянські керманичі вкорінювалися в них настільки міцно, що звідти їх можна було винести лише ногами уперед. Природно, що за таких умов керманичі відчули себе неперевершеними і непереможними. І почали «кермувати»…
Нічого доброго вийти з того не могло — враховуючи, що в застійні роки кар'єру активно робили доволі-таки сірі й посередні особистості, тоді як талановитих і працьовитих людей під різними, нерідко надуманими приводами відтісняли на другі-треті ролі. І звісно ж, величезні кошти витрачалися на підтримку як «міжнародного комуністичного руху», так і на побудову декларативного «соціалізму» в бідних країнах третього світу. Отож СРСР поступово, але закономірно й невідворотно втрачав позиції у порівнянні з іншими світовими лідерами.
Внаслідок стратегічних прорахунків, були допущені дві фатальні помилки, які лягли на плечі людей нестерпним тягарем: введення радянських військ до Афганістану «під зав'язку» 1979 року; аварія на Чорнобильській АЕС 1986 року — найбільша техногенна та екологічна катастрофа в історії людства. У підсумку, на посаді Генерального секретаря ЦК КПРС опинився чоловік некомпетентний, але при цьому дуже заповзятий, який взявся впроваджувати скрізь грандіозні за розмахом реформи, далекі наслідки від яких було важко передбачити.
Сукупність усіх цих факторів призвела до поступової втрати керованості ситуацією. Це обернулося низкою страйків та інших акцій протесту, а також міжетнічних конфліктів на теренах всього Радянського Союзу. Що ж до Української РСР, то в жовтні 1990 року тут сталася студентська Революція на граніті — прообраз майбутніх Майданів.

### Книга Безнадії. 1991—2004
Розпад Радянського Союзу відкрив шлях віковічній мрії багатьох поколінь українців. Здавалося б, далі все просто: живи та радій незалежному життю… Однак біда в тому, що при владі в цілому лишилися все ті ж персони, які продовжили політику тотального пограбування країни. До того ж зазнав краху усталений стиль життя, що раніше здавався «вічним», почалася напружена конкуренція на ринку праці, гіперінфляція й інші небачені досі речі. Все це породжувало непевність у майбутньому. Ті, кого ці зміни вкрай налякали, намагалися тікати за кордон у пошуках кращого життя. А ті, хто залишився, поділились на два прошарки: більшість намагалася вижити за будь-яку ціну, аби тільки не опуститися на соціальне дно, меншість боролася за зміни на краще, хоча й не завжди вдало долаючи все нові перешкоди. Здавалося, прекрасним шансом на оновлення країни стала Помаранчева революція (точніше — фронда) 2004 року…
Теперішні спомини деяких персонажів про «прекрасне життя за часів СРСР» виглядають щонайменше дивакувато — якщо не висловлюватися жорсткіше… Бо той, хто реально пережив межу 1980-1990-х років і не забув такі паскудства, як Павловська реформа, торгівля виключно «за талонами», натовпи вічно голодних жителів областей РРФСР, суміжних з українськими регіонами, які діставали оті «талони» хтозна де, а потім за допомогою «каруселей» вимітали полиці магазинів дочиста, чорні ринки і все таке інше — навряд чи захочуть повторення пережитого. А повторення їм забезпечене, оскільки хто б що не казав — всі ці «дива» були закономірним і невідворотним результатом еволюції радянської системи.
У підсумку, радянська імперія зруйнувалася. Попереду відкривалося життя вільне й незалежне. Здавалося б, у чому проблема?! Кожен є ковалем власного щастя — то вперед, до прекрасного світлого майбутнього, яким ти собі його уявляєш!..
Та хоча умови життя змінилися безповоротно, але люди намагалися жити все ще за старими рецептами, прагнули досягти цілей, які відтепер вже стали примарними. Подібні намагання лише погіршували становище і посилювали хаос. Потрібно було намічати нові цілі й буквально наосліп вишукувати рецепти досягнення успіху. Хто не бажав жити в суцільному хаосі — той намагався втекти за кордон, як тепер казали — в країни «далекого зарубіжжя». Перед іншими поставав вибір: або опуститися на соціальне дно — або все ж таки вигребти проти течії…
Але головний прорахунок, допущений на початку періоду Незалежності України, полягав у відмові від проведення жорсткої люстрації. Без неї як від політичної влади, так і від доступу до економічних ресурсів не були відсторонені колишні партійні та комсомольські керманичі й представники колишніх радянських силових структур. Опинившись у нових умовах, вони продемонстрували унікальні здібності в «перефарбовуванні» в усі можливі кольори політичного спектру. Так почала складатися кланово-олігархічна система, яка панує в Україні й понині. Завдяки ній країна надовго застрягла в так званому «перехідному періоді» від планової економіки до ринкової, який все ніяк не завершиться. Внаслідок такого застрягання, напруга в суспільстві поступово нарощувалася й вилилася спочатку в протестні акції «Україна без Кучми» та «Повстань, Україно!», а потім і в Помаранчеву революцію…

### Книга Нових Сподівань. 2005—2014
Як і належить фронді, Помаранчева революція не мала аж надто серйозних наслідків для пересічних українців: ейфорія «оновлення» швидко розвіялася — тоді й з'ясувалося, що всі «зміни» звелися до перестановки керівних кадрів у владній верхівці, що принципово не вплинуло на саму кланово-олігархічну систему. Зміни несподівано прийшли іззовні: керівництво Російської Федерації почало проводити політику, неявно націлену на відродження СРСР в якійсь новій, поки що не надто зрозумілій формі. Російсько-грузинська війна, оприлюднення плану «Механічний апельсин», накинутий на нашу країну «газовий зашморг» вказували на це аж надто явно — просто люди, як завжди, не бажали бачити очевидних речей… Лише коли гору взяли проросійські сили, які намагалися згорнути євроінтеграційні процеси, вибухнула Революція Гідності 2013—2014 років, а потім і нова російсько-українська війна… Так завершився 101-річний період історії України.
«Книга Нових Сподівань. 2005—2014» завершує як третій віртуальний том «Від миру до війни», так і художню історичну епопею «101 рік України» в цілому. Вона охоплює відносно стислий, зважаючи на обсяг попередніх книг, період між Помаранчевою фрондою та Революцією Гідності й початком чергової російсько-української війни.
Сподівання на скоре поліпшення життя, викликані Помаранчевою фрондою, розвіялися дуже швидко. Люди очікували, коли ж нарешті «нові обличчя», які піднялися на найвищі щаблі влади на хвилі всенародного тріумфування, зроблять усім добре… Хоча задовольняти подібні очікування ніхто навіть і не збирався.
Одним з наслідків переродження «помаранчевої» команди стало утворення потужного прошарку так званих «противсіхів» або як іменували їх недоброзичливці — «простопсихів». Вони не підтримували ні чинну владу, верхівка якої була сформована Помаранчевою фрондою, ані «біло-блакитну» опозицію. Чим потужнішим ставав прошарок «простопсихів», тим непевніше почувалися «народні» висуванці… хоча й робили при цьому вигляд, що все йде добре, як ніколи!..
З іншого боку, вище керівництво сусідньої країни — Російської Федерації, нібито прокинувшись від розгубленості єльцинської епохи (що часом переходила в старечу дрімоту), взялося за активне зміцнення зв'язків всередині Співдружності незалежних держав. Не дивно, що центром «збирання земель» (попервах не дуже нав'язливого) стала Москва — столиця РФ і колишня столиця Радянського Союзу… Втім, після російсько-грузинської війни 2008 року стало очевидно: йдеться не просто про «збирання» — це справжня реанімація СРСР-2.0! І хоч ця тенденція ставала дедалі більш очевидною, в Україні тривав процес деградації власних Збройних сил. Тільки якщо раніше деструктивні процеси запускалися певними «детонаторами» (Скнилівська трагедія, збиття пасажирського літака над Чорним морем та ін.), то тепер все відверто скорочувалося і розпродавалося. До цього додався «газовий зашморг», майстерно накинутий на Україну сусідами в 2009 році.
У 2010 році замість «помаранчевої» команди колишніх хвацьких фрондерів до влади прийшли їхні «біло-блакитні» опоненти. Через це почав поступово посилюватися один з олігархічних кланів, що загрожувало трансформацією більш-менш врівноваженої олігопольної системи в монопольне панування президентської «сім'ї». Паралельно почалося переслідування (аж до арештів і посадок за ґрати) новітньої опозиції — колишніх «помаранчевих» фрондерів. Що ж до зовнішньої політики, то Україна почала дедалі помітніший дрейф від цивілізованої Європи убік РФ.
Останнім фактором, що вплинув на розвиток ситуації, став вихід у самостійне соціальне життя покоління, народженого після розвалу СРСР і набуття (точніше, відновлення) Україною Незалежності. Ці молоді люди загалом ніколи не відчували на власному досвіді, що таке радянська система. Але чого вони точно не хотіли — то це реанімації «привидів минулого» у вигляді СРСР-2.0! Саме на власній енергії теперішнього покоління молоді вибухнула Революція Гідності. Відчуваючи, що Україна невідворотно вислизає з її «братніх» обіймів, Російська Федерація спочатку анексувала Крим, а потім розпочала війну на Донбасі — чергову російсько-українську війну…
Так завершився 101-річний період історії України.

## Нагороди
У 2018 році «Книга жахіття. 1932—1938» з серії «101 рік України» видавництва «Фоліо» отримала нагороду у номінації «Моя країна» конкурсу «Краща книга України» за версією Державного комітету телебачення і радіомовлення України.

## Цитати
| | «101 рік України» в Києві розпочався, на Києві все зійдеться у фіналі. |
| — Олена Литовченко, стаття «Творчий дует Тимур та Олена Литовченки: „Найголовніше робоче місце — це мозок письменника“», сайт Україна молода, 25 січня 2019 року |                                                                        |